# Célestin Lainé
Pour les articles homonymes, voir Lainé.
 (mai 2025).
Célestin Lainé, en 1908 à Nantes et mort le 7 octobre 1983, est un militant nationaliste breton.
Il est surnommé Ab Arzel, Allbrogat, An Henaff, Neven Henaff, CL Kerjean ou Riwallon Urien. Il rallie le Troisième Reich durant la Seconde Guerre mondiale.

## Biographie

### Enfance et formation
Célestin Lainé est né à Nantes, en 1908.
Pendant les vacances, Célestin Lainé viste ses grands-parents et ses cousins brittophones à Ploudalmézeau et à Portsall.
Il s'installe ensuite avec sa famille à Brest, rue Voltaire, et passe ses vacances à Ploudalmézeau ou Portsall. Il réussit son bac et est admis en classe de Mathématiques Elementaires en 1924. En novembre, il achète son premier numéro de Breiz Atao. En février 1927, il prépare la licence de la faculté des sciences de Rennes. Il fréquente alors Morvan Marchal, et rencontre l'abbé Perrot la même année. Il devient alors un militant du mouvement breton.

### Carrière
En 1929, il fonde une société secrète : Kentoc'h Mervel (Plutôt la mort) et entre à l'École centrale (promotion 1931). Il devient alors ingénieur chimiste et officier de réserve de l’armée française et s'engage dans la lutte pour la création d'un État breton.
Son activisme commence véritablement en 1930 quand il fonde Gwenn-ha-Du sur le modèle de l’IRA.
Soupçonné d'avoir participé à l'attentat du 7 août 1932 à Rennes, il est arrêté en 1936, mais n'est pas condamné faute de preuves.
En 1936, il créé le Kadervenn, une unité paramilitaire.
Célestin Lainé publie, sous le pseudonyme d'Allbrogat, le 9 avril 1937 dans la revue Stur.

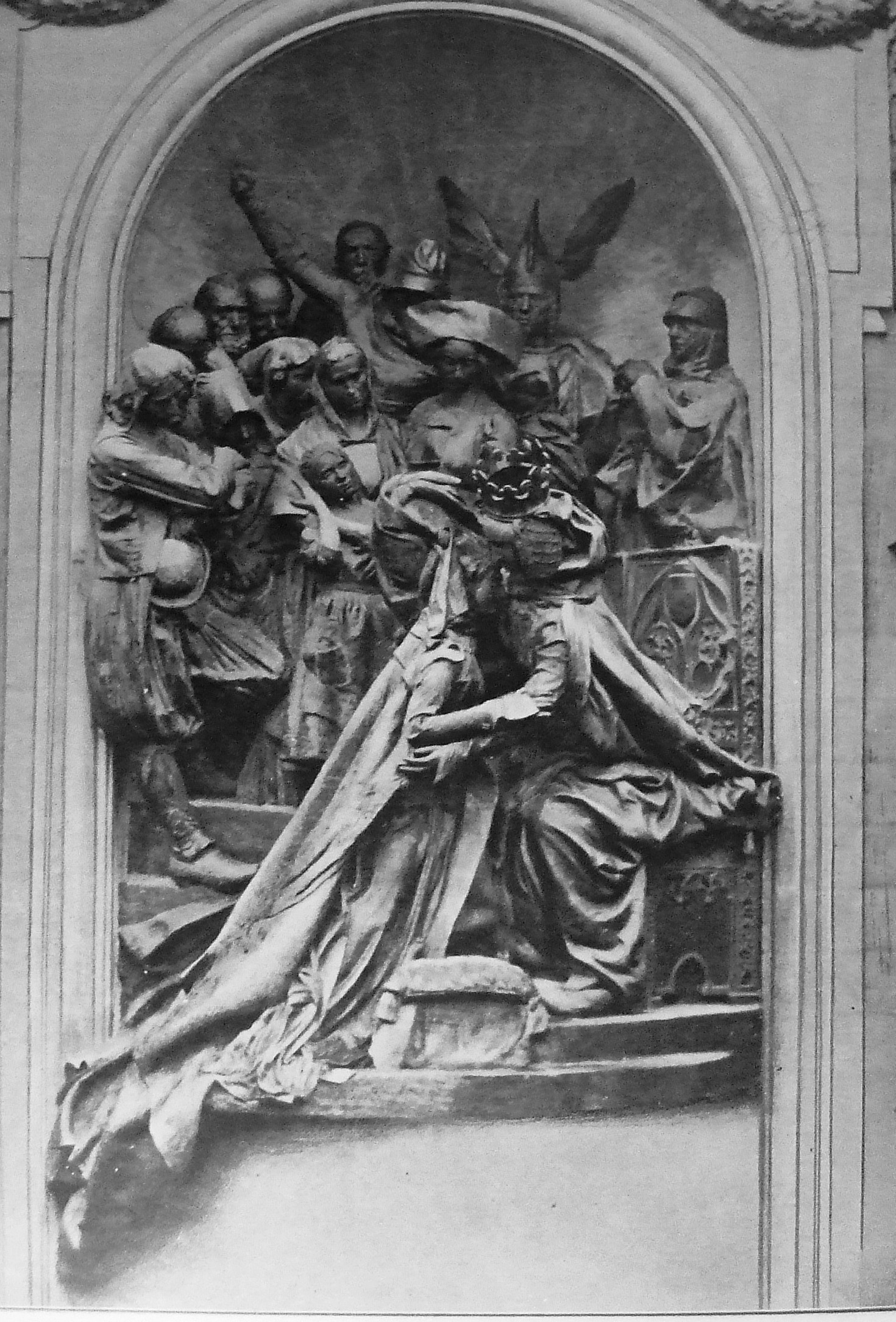
Le monument de l'Union de la Bretagne à la France détruit par Lainé en 1932.

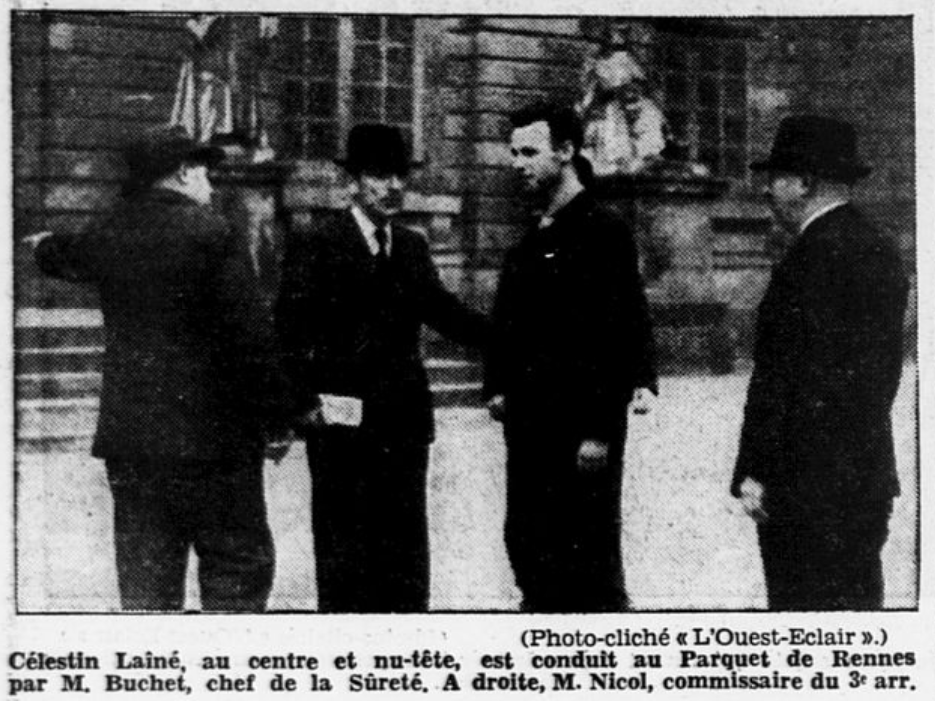
Célestin Lainé conduit au Parquet de Rennes dans L'Ouest-Éclair du 17 mai 1938.

### Seconde Guerre mondiale
En 1939, il fait un séjour en Allemagne où il obtient la livraison d'armes. Transbordées à bord du Gwalarn, celui-ci s'échoue à Locquirec dans la nuit du 8 au 9 août 1939, les armes sont récupérées et entreposées à Perros-Guirec dans une villa rue des Bons Enfants.
En 1939, il est condamné à quatre ans de prison pour avoir écrit dans une lettre des propos dénigrant l'armée française.
En 1940, après s'être évadé de prison, il participe à l'établissement du comité national breton. Il s'empare à cette occasion du château des Rohan pour en faire le quartier général du Lu Brezhon, mais en est chassé le 24 juillet 1940 par la population de Pontivy. Il rejoint ensuite le manoir de Kerriou en Gouezec, près de Pleyben, pour y entraîner son kadervern (ses troupes de militants nationalistes), mais les actions et la présence de l'organisation suscitent l'hostilité ouverte de la population du bourg. Rappelé vivement à l'ordre par le Parti national breton, Lainé refuse de se soumettre et s'en voit exclu.

#### Adhésion à l'idéologie nazie
Avant et pendant la Seconde Guerre mondiale, Célestin Lainé prend le parti du Reich. C'est un partisan de la méthode forte qui a une idée fixe : créer une armée bretonne (« nous continuerons la tradition de ceux qui, au cours des siècles, ont lutté, les armes à la main, pour affirmer nos droits de nation »). Disposant de quelques armes et d'explosifs que ses lieutenants avaient récupérés, il commença à tisser, dès le début de 1941 la toile de l'organisation de la future Armée de Libération de la Bretagne.

#### Collaboration
Il participe à la création, avec Yann Goulet, des Bagadoù Stourm (troupes de combat) où il assure l’instruction des volontaires tout en mettant sur pied une unité qu’il contrôle plus personnellement (le Service Spécial, unité paramilitaire chargée aussi du service d’ordre au sein du PNB)).
En 1942 a lieu une scission entre les Bagadoù Stourm et le « Service Spécial » appelé aussi Lu Brezhon (Armée Bretonne). En novembre 1943, hostile à la politique temporisatrice du PNB, Célestin Lainé constitue le Bezen Kadoudal, une légion de volontaires séparatistes, habillés en uniformes allemands, prête à combattre non seulement les Français, mais aussi les ennemis du Reich. Cependant, cette armée n'est pas reconnue par le PNB et Raymond Delaporte déclare que « cette armée bretonne ne pouvait avoir aucune réalité légale étant donné qu'elle n'était composée que de volontaires sans uniforme national et directement engagés dans les forces allemandes » et décide de cesser de financer le « Service spécial ». Lainé renomme le groupuscule en Bezen Perrot (« milice Perrot »), en référence à l'abbé Perrot, ardent défenseur de la langue bretonne, prêtre catholique séculier, collaborationniste et militant indépendantiste breton, abattu en 1943 à Scrignac par un membre de l'Organisation spéciale du PCF de Scaër.
Célestin Lainé recrute une trentaine de volontaires qui s'entraînent à partir de novembre 1943 pour former la Bezen Perrot.
Il fonde symboliquement en mai 1944, un nouveau Parti national breton dans la lignée nationaliste la plus radicale. À la Libération, ses activités collaborationnistes contribuent à jeter l'opprobre sur l'ensemble du mouvement breton.
En juin 1944, avec l'approche de la chute finale de l'hitlérisme, les désertions se multiplient, certains rejoignent les FTP, d’autres les FFI, voire enfilent discrètement des vêtements civils, mais les principaux membres s'enfuient en Allemagne (où certains se font même naturaliser allemands), sans oublier de procéder à des exécutions sommaires de résistants emprisonnés sur la route de leur fuite. Lainé vécut clandestinement en Allemagne avant de rejoindre l'Irlande.
Si la convergence idéologique était très grande avec le national-socialisme, Célestin Lainé avait cependant une vision très personnelle de son engagement, toute faite de romantisme celte et d'ésotérisme paganisant. Il put ainsi être tout à la fois le prêtre d'une exaltation de la "race celtique" et avoir une brève relation amoureuse avec une étudiante japonaise en Allemagne. Ce qui démontre le côté très peu cartésien de son engagement, voire la source de choix politiques dangereux et inconsidérés en comparaison des autres nationalistes bretons. Un extrémisme, voire un égocentrisme, qui aboutissent dès 1940 à sa marginalisation au sein du PNB. Célestin Lainé semble avoir toujours préféré les actions au caractère dramatique, une dramatisation qui peut s'expliquer par son penchant passionné, romantique et impulsif. Sa détermination fut totale dès le début puisqu'il organisa le premier attentat politique breton en 1932 en protestation des fêtes célébrant l'Union de la France à la Bretagne. Le recours à la violence fut toujours l'alpha et l'omega de son militantisme.
Il confia à un témoin, Jean Pierre Le Mat, dans les années 1970, les motivations de son engagement aux côtés de l'Allemagne. Deux raisons le guidaient. La première était un sentiment anti-français farouche, ce que le conduisit d'ailleurs au cours des années 1950 à aider les partisans du Viet-Minh opposés aux troupes françaises. La deuxième raison était de créer un fossé entre la France et la Bretagne, un précédent historique inoubliable. Pour ce faire, il fallait accomplir un acte impardonnable (Voir : Histoire de Bretagne, le point de vue breton. Jean-Pierre Le Mat, Ed Yoran Embanner, 2006).

### Condamnation à mort par contumace
Le cas Bezen Perrot et d'autres cas de collaboration furent traités par la Cour de justice établie à Rennes en 1944. Ses pouvoirs furent transférés au Tribunal permanent des forces armées à Paris le 1er février 1951 qui était chargé de revoir tous les cas. Parmi une douzaine de Bretons exilés en Allemagne de 1946 à 1948, 5 furent condamnés à mort par contumace.

### Exil
Chassés de Bretagne par la défaite des nazis, les ultimes combattants de cette unité se retrouvent à Tübingen. Cependant Célestin Lainé disparaît au cours de la retraite, se cachant à Marbourg avant de se réfugier en Irlande. Un abandon final qui valut à Célestin Lainé la rancune tenace d'anciens membres du Bezen Perrot dont certains allaient jusqu'à lui promettre la mort en cas de rencontre.
Condamné à mort par contumace, longtemps recherché, il vit en Irlande (apprécié pour ses qualités de chimiste[réf. souhaitée]) jusqu'à sa mort. En respect de ses dernières et ultimes volontés, ses cendres furent répandues en 1988, par des vétérans du Bezen Perrot, en présence de jeunes nationalistes, sur le champ de la bataille de Saint-Aubin-du-Cormier où le 28 juillet 1488, 6 000 soldats bretons de l'Armée ducale et leurs alliés anglais, gascons, allemands, français, espagnols perdirent la vie lors de l'ultime phase de la Guerre folle face à l'Armée du roi Charles VIII.
Olier Mordrel, cofondateur du Parti autonomiste breton, écrira de lui qu'il « était un homme étrange. Il était devenu le prophète d'une religion celtique faite à sa mesure, où le racisme nordisant se mariait avec la volonté de puissance nietzschéenne, non sans flirter avec d'inévitables exhalaisons de druidisme romantique ». (Olier Mordrel, in Breiz Atao).

## Publications
Sous le pseudonyme de C.L. Kerjean
- Mentoniez : traité de géométrie, Gwalarn-Brest, 1934 (en breton)

Sous le pseudonyme de Neven Henaff
- Neven Henaff et Alan Heussaff, 39 Prezegenn Sevenadur Atlantegat
- George Ohsawa, Neven Henaff et Jacques de Langre, But I Love Fruits, date inconnue, 22 pages (traité de macrobiotique, selon une étude sur Neven Henaff dans Zeitschrift für Celtische Philologie, 1943, puis développé dans Carn, numéros 47-48)
- When I was ready, then I would declare war
Biographie et mémoires de Célestin Lainé (dit Neven Henaff). Traduit en anglais par Daniel Leach de l'université de Melbourne avec des annotations de Guillaume Legros et une introduction de Daniel Leach[14].

Un fonds Célestin Lainé a été déposé en 2008 à la bibliothèque Yves-Le Gallo du Centre de recherche bretonne et celtique (CRBC) de l'Université de Bretagne occidentale. Il comprend 1249 pièces d'archives.

## Dans la fiction et les arts
Célestin Lainé est un des protagonistes du roman Ratlines de Stuart Neville chez Rivages, 2015
Ernst Jünger raconte dans La Cabane dans la vigne une visite de Laîné en octobre 1945 où il lui expose sa future émigration en Irlande.